# Književnost u 1616.
◄◄ | ◄ | 1613. | 1614. | 1615. | 1616.  | 1617. | 1618. | 1619. | ► | ►►
Arhitektura • Astronomija • Glazba • Kazalište • Kiparstvo • Knjige • Književnost • Kršćanstvo • Medicina • Politika • Pravo • Promet • Slikarstvo • Znanost
Književnost u 1616.

## Svijet

### Rođenja
- 2. listopada – Andreas Gryphius, njemački književnik († 1664.)

### Smrti
- 3. svibnja – William Shakespeare, engleski književnik, kazališni glumac i redatelj (* 1564.)

## Vanjske poveznice
|  | Zajednički poslužitelj ima još gradiva o temi Književnost u 1616. |